# Bambara jezik
Bambara jezik, Bamanankan, je lingva franka i nacionalni jezik države Mali i govore ga otprilike 15 miliona ljudi. Pet miliona domaćih pripadnika plemena Bambare priča ovaj jezik i približno 10 miliona ljudi ga priča kao drugi jezik. Procenjeno je da oko 80 posto populacije u Maliju govori Bambara jezik kao maternji jezik. Struktura ovog jezika je subjekat-objekat-glagol, to jest ove tri službe u rečenici se moraju pisati samo tim redosledom i ima 2 akcenta.
| Bambara jezik       | |
| ------------------- | -------------------------------------------------------------------------------------------------- |
| Poreklo:            | Mali                                                                                               |
| Teritorija:         | centralni i južni Mali                                                                             |
| Etnička grupa:      | Bambara                                                                                            |
| Maternji govornici: | 4 miliona (2012) 10 miliona ljudi koji ga govore kao drugi jezik Govori ga 80% populacije u Maliju |
| Grupa jezika:       | Niger-Kongo- Mande jezici                                                                          |
| Pisma:              | Latinica, N'Ko                                                                                     |
| ISO 639-1:          | bm                                                                                                 |
| ISO 639-2:          | bam                                                                                                |
| ISO 639-3:          | bam                                                                                                |

## Klasifikacija
Bambara jezik je deo grupe srodnih jezik koji se zove Manding čiji govornici prate i neguju njihovu kulturu sve od srednjevekovnog Mali carstva. Vrste Mandinga se generalno smatraju , među izvornim govornicima, da su međusobno razumljive i to zavisi od poznavanja dijalekata između govornika. Manding govori 30-40 miliona ljudi u zemljama kao što su Burkina Faso, Senegal, Gvineja Bisao, Liberija, Obala Slonovača i Gambija Manding je deo veće grupe jezika Mandé.

## Pismo i literatura
Koristi 7 samoglasnika a, e, ɛ, i, o, ɔ i u i svaki se može izgovoriti drugačije i time dobijamo ukupno 21 samoglasnik. Pisanje ovog jezika latinicom je počelo tokom okupacije Francuza, a prvi pravopis je uveden 1967. godine. Literatura je ograničena, pogotovo u ruralnim oblastima. Zbog toga pisana literatura slabo napreduje ali zato postoji mnoštvo usmene literature koja često sadrži priče o kraljevima i herojima. Ovaj vid književnosti je uglavnom čuvan od strane griota koji su mešavina pripovedača i pevača koji su veliki poznavaoci istorije. Mnoge njihove pesme su veoma stare i datiraju sve do starog carstva Malija.

## Geografska rasprostanjenost
Najviše se govori u istočnim, južnim i svernim oblastima Bamaka i tu su uglavnom svi pripadnici Bambara etničke grupe najgušće naseljeni. Za ove regije se misli da su istorijsko i geografsko poreklo Bambara naroda, posebno naroda Ségou.

## Dijalekti
Glavni dijalekt je Standard Bamara koji ima ogroman uticaj od strane Maninkakana. Ima mnogo lokalnih dijalekata: Kaarta, Tambacounda (na zapadu); Beledugu, Bananba, Mesekele (na severu); Jitumu, Jamaladugu, Segu (u centralnom delu); Cakadugu, Keleyadugu, Jalakadougu, Kurulamini, Banimɔncɛ, Cɛmala, Cɛndugu, Baninkɔ, Shɛndugu, Ganadugu (na jugu); Kala, Kuruma, Saro, dialects to the northeast of Mopti (posebno Bɔrɛ); Zegedugu, Bɛndugu, Bakɔkan, Jɔnka (na jugoistoku).

## Pisanje
Od 1967. Bambara se najviše pisao latinicom koristeći neka dodatna fonetska slova a, e, ɛ (nekadašnje è), i, o, ɔ (nekadašnje ò) i u. Akcenti se mogu pisati da bi se naglasio tonalitet. Pređašnji glas ny sada se piše ɲ, to je ustanovljeno 1966. na Bamako konvenciji za spelovanje. N’ko pismo je osnovano 1949. od strane Solomana Kantea kao način pisanja za Manding jezike u zapadnoj Africi. N’ko znači ,,ja govorim“ u svim Manding jezicima. Kante je stvorio ovo pismo jer je smatrao da su Afrikanci "nekulturan narod" jer do tad Afrikanci nisu imali ni jedno pismo kojim se mogao pisati Bambara jezik. U početku se koristio u Kankanu u Gvineji kao Maninka pismo koje se odatle kasnije proširilo na ostale predele zapadne Afrike koji govore Manding jezikom. N’ko i arapsko pismo se i dalje koriste za Bambara jezik, ali se latinica češće koristi.

## Fonetika

### Konsonanti
|              | Labijalni sugl. | Alveolarni sugl. | Palatalni sugl. | Zadnjonepčani sugl | Glotalni sugl. |
| ------------ | --------------- | ---------------- | --------------- | ------------------ | -------------- |
| Nazalni      | m               | n                | ɲ               | ŋ                  |                |
| Frikativni   | p b             | t d              | t͡ʃ‹c› d͡ʒ‹j›     | k g                |                |
| Praskavi     | f               | s z              | (ʃ)             | (ɣ)‹kh›            | h              |
| Aproksimanti | w               | l                | j‹y›            |                    |                |
| Vibranti     |                 | r                |                 |                    |                |

### Samoglasnici
|               | Prednji | Zadnji |
| ------------- | ------- | ------ |
| Zatvoreni     | i iː ĩ  | u uː ũ |
| Poluzatvoreni | e eː ẽ  | o oː õ |
| Poluotvoreni  | ɛ ɛː ɛ̃  | ɔ ɔː ɔ̃ |
| Otvoreni      | a aː ã  |        |

Svaki konsonant predstavlja jedan glas.
Izuzeci su:
- "W" se izgovara kao u engleskom, npr. wait, ali kada se nalazi na kraju reči izgovara se kao [u]
- "S" se najčešće izgovara kao u engleskoj reči see, ali se može izgovarati kao "sh", npr. shoe
- "G" se najčešće izgovara kao u engleskoj reči go, ali se unutar reči može izgovarati kao u španskoj reči abogado ([ɣ]), ponekad na početku reči kao [gw][7]

## Gramatika
Kao i turski i japanski, to je aglutinativni jezik, što znači da su morfemi spojeni kako bi formirali reč. Osnovna struktura rečenice je Subjekat-Objekat-Glagol. Uzmite rečenicu "n t'a don" (ne znam [to]). "n" je subjekt (ja), "a" je objekat (to), a "[ka] don" je glagol ([znati]). "T" je iz sadašnjeg vremensa "te". "te" je negativno sadašnje vrme i "be" potvrdni. Prema tome, "n b'a don" bi značio "Ja to znam". Bambara je SOV jezik i ima dva (srednji / standardni i visoki) ton; na primer. sa 'die' vs. sa 'zmija.' Tipična struktura jezika se sastoji od subjekta, a zatim aksijalnog aspekta, praćen direktnim objektom i konačno tranzitivnim glagolom. Naravno, ako je glagol nepromjenljiv, direktni objekat je odsutan. Bambara se ne bavi polom. Rod za imenicu se može specificirati dodavanjem pridevnika, -cɛ ili -kɛ za muški i -muso za žensku. Mnogi se formiraju povezivanjem vokalnog sufiksa -u, najčešće sa niskim tonom (u pravopisu, -v) do imenica ili prideva.
Bambara koristi postpozicije na isti način kao i engleski i francuski jezik. Ove postpozicije se nalaze posle glagola i koriste se za izražavanje pravca, lokacije i, u nekim slučajevima, posedovanja.

### Pozajmljene reči
U urbanim područjima, mnoge bambarske kounkcije su zamenjene u svakodnevnoj upotrebi od strane francuskih pozajmica koje često označavaju kod-prekidače. Dijalekt Bamako koristi izraze poput: N taara Kita mais il n'i avait personne la-bas. : Otišao sam u Kitu [Bambara], ali tamo nije bilo nikoga [francuskog]. Recenica samo u Bambari bi bila N taara Kita nka mɔgɔsi tuntɛ jen. Francuski izraz "est-ce kue" se takođe koristi u Bambari; međutim, to se izgovara sporije i kao tri sloga, [ɛsəkə]. Bambara koristi mnogo francuskih reči. Na primer, neki ljudi bi mogli reći: Ja ka kulosi ie jauni ie: "Vaša suknja je žuta" (koristeći derivaciju francuske reči za žuto, jaune.) Međutim, moglo se reći i: I ka kulosi ie neromuguman ye, takođe značenje "vaša suknja je žuta". Originalna Bambara reč za žutu dolazi od "neremugu", brašna (mugu) napravljena od nere (roštilja), seme iz dugog sjemena. Neremugu se često koristi u sosovima u južnom Maliju. Većina francuskih reči su ukrašene zvukom "i"; ovo je naročito često kada se koriste francuske reči koje imaju značenje koje tradicionalno nije pronađeno u Maliju. Na primer, Bambara reč o snegu je niegel, zasnovana na francuskoj reči za sneg neige. Kako u Maliju nikada nije bilo snega, u Bambari nije bilo jedinstvene reči za opisivanje.

### Primeri
N bɛ bamanankan mɛn dɔɔni-dɔɔni-
Razumem malo jezika Bambara.
I tɛna dumuni ke wa?-
Ti nećeš da jedeš?
Du Mara be ameriki hali bi wa?-
Da li Dou Mara i dalje živi u Americi?

## Muzika
Malijski muzičari Oumou Sangaré, Sidiki Diabaté, Rokia Traoré, Ali Farka Touré, Salif Keita, Habib Koité, i bračni par Amadou & Mariam često pevaju na Bambara jeziku. Bambarski jezik se pominje u pesmi Journey through the Secret Life of Plants od Stivi Vondera. Takođe, 2010. španska rok grupa izbacila je sedmi album I Ka Kené i većina teksta u pesmama je napisana Bambara jezikom. Američki reper Nas je izbacio pesmu "Sabali" sa Damjanom Marlijem 2010. Sabali na bambarskom znači strpljenje.

## Legalni status
Bambara je jedan od nekoliko jezika koji pripadaju grupi državnih jezika u Maliju.

## Bibliografija
- Bailleul Ch. Dictionnaire Bambara-Français. 3e édition corrigée. Bamako : Donniya, 2007, 476 p.
- Bird, Charles, Hutchison, John & Kanté, Mamadou (1976) An Ka Bamanankan Kalan: Beginning Bambara. Bloomington: Indiana University Linguistics Club.
- Bird, Charles & Kanté, Mamadou (1977) Bambara-English, English-Bambara student lexicon. Bloomington: Indiana University Linguistics Club.
- Dumestre Gérard. Grammaire fondamentale du bambara. Paris : Karthala, 2003.
- Dumestre, Gérard. Dictionnaire bambara-français suivi d’un index abrégé français-bambara. Paris : Karthala, 2011. 1189 p.
- Kastenholz, Raimund (1998) Grundkurs Bambara (Manding) mit Texten (second revised edition) (Afrikawissenschaftliche Lehrbücher Vol. 1). Köln: Rüdiger Köppe.
- Konaré, Demba (1998) Je parle bien bamanan. Bamako: Jamana.
- Morales, José. J'apprends le bambara. 61 conversations, (book + CD-ROM). . Paris: Editions Karthala. 2010. ISBN 978-2-8111-0433-7. Недостаје или је празан параметар |title= (помоћ)
- Touré, Mohamed & Leucht, Melanie (1996) Bambara Lesebuch: Originaltexte mit deutscher und französischer Übersetzung = Chrestomathie Bambara: textes originaux Bambara avec traductions allemandes et françaises (with illustrations by Melanie Leucht) (Afrikawissenschaftliche Lehrbücher Vol. 11) . Köln: Rüdiger Köppe.
- Vydrine, Valentin. Manding-English Dictionary (Maninka, Bamana). Vol. 1. St. Petersburg: Dimitry Bulanin Publishing House, 1999, 315 p.

## Spoljašnje veze

### Opis
- „Istorija jezika Malija”.

### Rečnici
- Onlajn Bambara-Francuski rečnik
- Preko 2300 ulaza ljudi Bambare na francuski wikitonary
- Bambara-Francuski-Engleski onlajn rečnik za ljude koji uče ovaj jezik
- „Bambarska imena drveća”.

### Materijali za učenje
- „Onlajn kurs sa unirveziteta iz Indijane za učenje Bambara jezika”.
- „Uvod u bambarski jezik” (PDF).

### Ostale
- Bambarska elektronska biblioteka
- Bambara u francuskim Wikiknjigama
- „Mandenkan žurnal”.
- „PanAfriL10. strana o Mandingu- sadrži informacije o Bambara jeziku”.
- „Maneno u Bambari- blogerska platforma puna bambarskog interfejsa”.